# میزان تبدیل
در بازاریابی اینترنتی مفهوم میزان تبدیل (نرخ تبدیل) نشان دهنده درصدی از بازدیدکنندگان وب سایت است که واقعاً خرید (یا هدف دیگری) را انجام می‌دهند. میزان تبدیل وب سایت از طریق فرمول زیر محاسبه می‌شود:
تعداد خرید (یا اهداف دیگر) ÷ تعداد بازدیدکنندگان سایت = میزان تبدیل
به عبارت ساده، تبدیل توانایی شما در به دست آوردن مردم برای خرید چیزهایی از فروشگاه آنلاین شما است. همچنین می‌تواند به معنای تبدیل و ترغیب افرادی که از وب سایت یا فروشگاه اینترنتی شما بازدید می‌کنند به اقدامات دیگری که ممکن است منجر به فروش‌های آینده شود، مانند ثبت نام برای خبرنامه، ایجاد یک لیست از محصولات مورد علاقه، یا شروع مشاهده نسخه آزمایشی و …

## چرا میزان تبدیل مهم است؟
میزان تبدیل سایت چیزی مهم‌تر از اندازه‌گیری فروش است. میزان تبدیل یک میزان است از اینکه فروشگاه اینترنتی یا وب سایت چقدر خوب پاسخگوی نیازهای مشتریان است. میزان تبدیل شما همچنین یک روش برای اندازه‌گیری کیفیت ترافیک و بازدیدهایی که شما برای وب سایت‌تان به دست می‌آورید به‌شمار می‌رود. آیا بازدیدکنندگانی که شما جذب می‌کنید مشتریان هدفتان هستند؟ آیا شما از تبلیغات و بهینه‌سازی موتورهای جستجو (SEO) به‌طور مؤثر استفاده می‌کنید؟
جالب است بدانید که هنگام استفاده از تکنیک‌های نرخ تبدیل، در واقع بدون هیچ هزینه یا سرمایه‌گذاری اضافه‌ای فروش اینترنتی را افزایش می‌دهیم. بسیاری از وبمسترها این تصور اشتباه را دارند که افزایش فروش فقط با افزایش بازدید ایجاد می‌شود، در صورتی که اینگونه نیست و بهینه‌سازی نرخ تبدیل (CRO) یکی از روش‌های مؤثر و بدون هزینه، جهت افزایش فروش اینترنتی است.

## روش‌های افزایش میزان تبدیل درتجارت الکترونیک
- به مشتریانتان کمک کنید آن چیزی که به دنبالش هستند را پیدا کنند
- محصولاتتان را تجاری کنید
- با تلفن همراه سازگار شوید
- افزایش کاربرد پذیری وب سایت
- روش‌های متعدد پرداخت و ارسال پیشنهاد دهید
- استفاده از نظرات مشتری به صورت مستقیم[۳]